# David II de Klarjeti
David II (en georgiano: დავით II) (muerto 993) fue un  príncipe Bagrátida de Tao-Klarjeti y gobernante de Klarjeti de 988 hasta su muerte.
David II era hijo de Sumbat II, a quien sucedió como príncipe de Klarjeti. No sabemos virtualmente nada  sobre su vida. Murió sin descendencia, siendo sucedido por su sobrino Sumbat III.